# Elecciones federales de México de 1896
Las elecciones federales de México de 1896 se llevaron a cabo en dos jornadas, las elecciones primarias y las elecciones secundarias, en ellas se eligieron los siguientes cargos de elección popular:
- Presidente de México. Jefe de Estado y de Gobierno, electo por un periodo de cuatro años y desde 1892 con posibilidad de reelección inmediata, para cubrir el periodo 1896 - 1900 y del que tomaría posesión el 1 de diciembre de 1896. El candidato electo fue Porfirio Díaz.

## Desarrollo del Proceso Electoral
A pesar de tener más de sesenta años, Porfirio Díaz aún tenía la energía necesaria para ser presidente por otro periodo más. En 1896 encarga su campaña al Círculo Nacional Porfirista. Pese a que todos sabían quién iba a triunfar en los comicios, se realizaron múltiples mítines en todo el país para tratar de conquistar el voto popular, pero en realidad solo acudía gente que tenía lazos con el gobierno. 

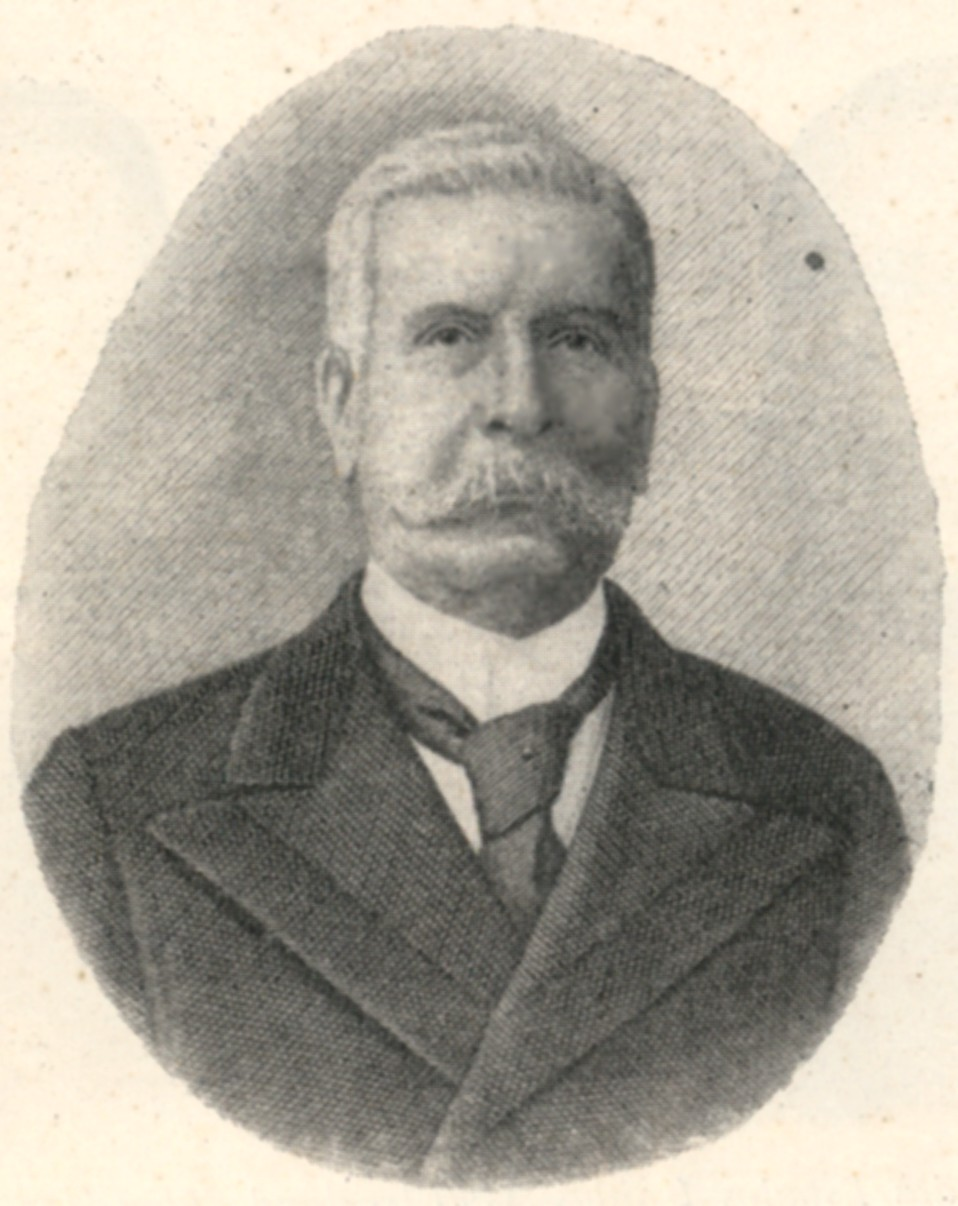
La única oposición de Díaz en esta elección sería el candidato perpetuo Nicolás Zúñiga y Miranda, quién se presentaría en cada elección como candidato independiente hasta la segunda década del.

Ese mismo año Nicolás Zúñiga y Miranda se lanzó nuevamente como candidato independiente, este sería el único opositor de Díaz en las elecciones presidenciales pero nunca consiguió ningún voto de los electores. En especial los capitalinos no tomaban en serio su participación, pero el gobierno no compartía esa opinión pues temían que sus mítines en contra del gobierno significaran un levantamiento en contra de la reelección de Díaz. 
Posteriormente lo mandan encarcelar bajo los cargos de protagonizar escándalos públicos en estado de ebriedad, pero los motivos reales eran los antes mencionados.

## Resultados electorales

### Presidente
|  | 100.00 % |

|  | 0.0 % |

|  | 100.00 % |